# روفرانو
روفرانو (به ایتالیایی: Rofrano) یک کومونه در ایتالیا است که در استان سالرنو واقع شده‌است.

## خصوصیات
روفرانو ۵۸ کیلومترمربع مساحت و ۱٬۵۳۹ نفر جمعیت دارد و ۴۵۰ متر بالاتر از سطح دریا واقع شده‌است.

## خواهرخوانده
شهر گروتافراتا خواهرخواندهٔ روفرانو هست.